# Mozzo
Mozzo is een gemeente in de Italiaanse provincie Bergamo (regio Lombardije) en telt 7202 inwoners (31-12-2004). De oppervlakte bedraagt 3,6 km², de bevolkingsdichtheid is 2284 inwoners per km².
De volgende frazioni maken deel uit van de gemeente: Dorotina, Pascoletto, Borghetto.

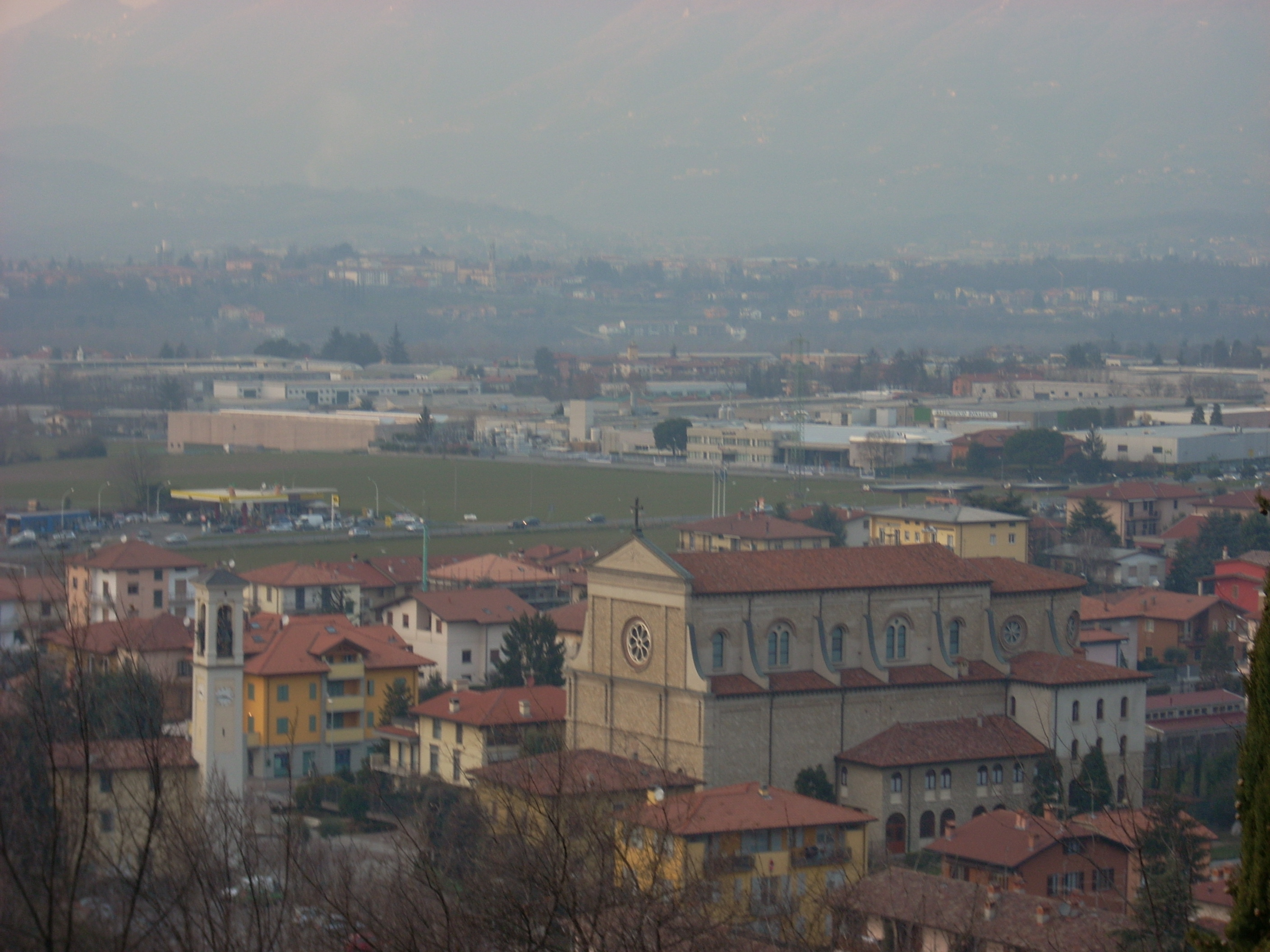
Mozzo
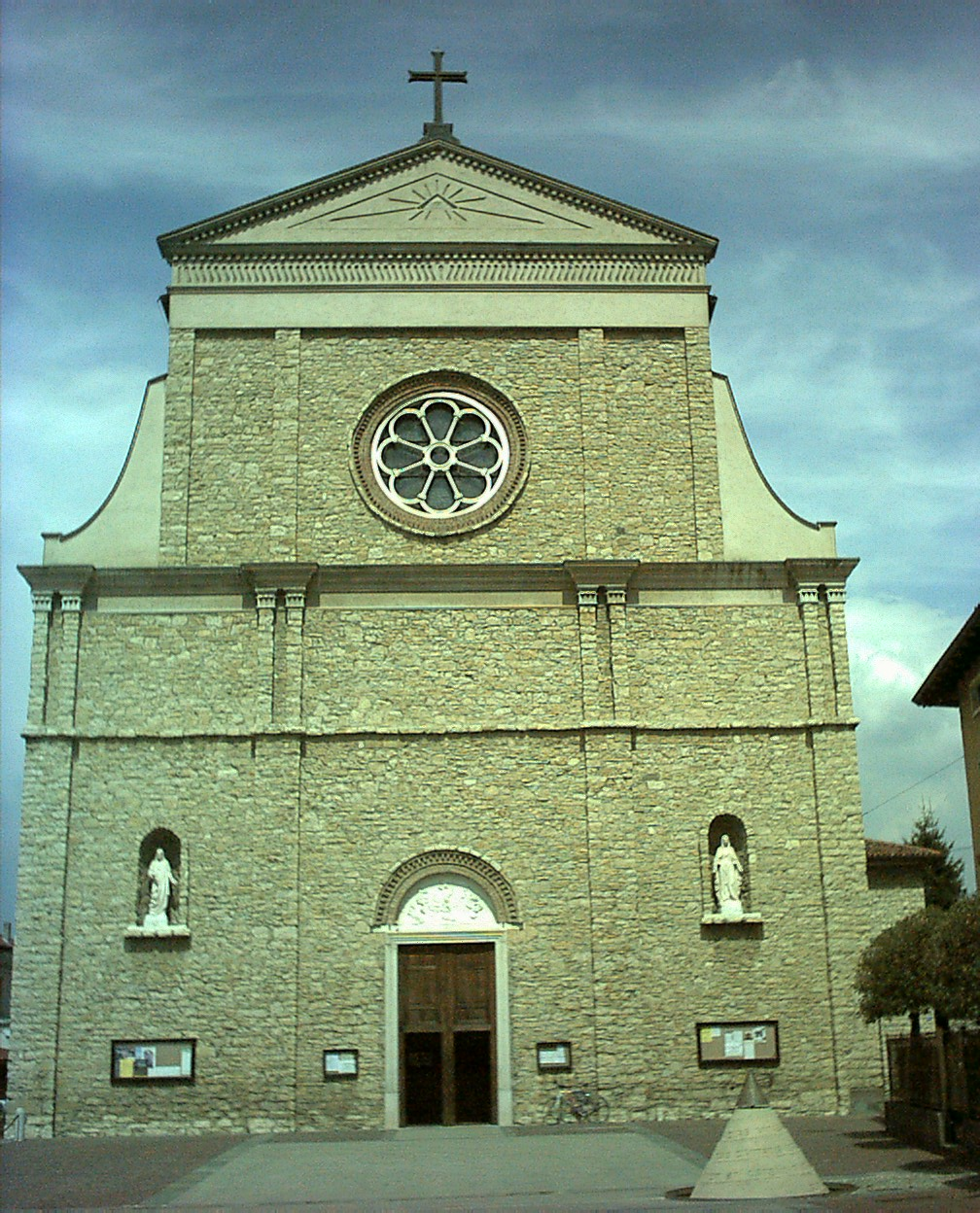
Kerk van Mozzo

## Demografie
Mozzo telt ongeveer 2763 huishoudens. Het aantal inwoners steeg in de periode 1991-2001 met 9,2% volgens cijfers uit de tienjaarlijkse volkstellingen van ISTAT.
| Jaar | Inwoneraantal |
| ---- | ------------- |
| 1991 | 6312          |
| 2001 | 6895          |
| 2004 | 7202          |

## Geografie
De gemeente ligt op ongeveer 252 m boven zeeniveau.
Mozzo grenst aan de volgende gemeenten: Bergamo, Curno, Ponte San Pietro, Valbrembo.